# Elektropraktiker (Zeitschrift)
Der Elektropraktiker (ep) ist eine deutschsprachige Fachzeitschrift für die Elektrofachkräfte in Handwerk und Industrie sowie in Planungs- und Ingenieurbüros. Sie erscheint monatlich und wird herausgegeben vom Berliner Verlag Huss-Medien.

## Geschichte

### 1947 bis 1989
Nach Genehmigung durch die Sowjetische Militäradministration in Deutschland (SMAD) erschien im Juli 1947 im Berliner Verlag Die Wirtschaft erstmals die Fachzeitschrift Das Handwerk – Zeitschrift für das deutsche Handwerk. Sie richtete sich zunächst an alle Gewerke, enthielt aber schon bald spezielle Seiten zur Elektrotechnik. Ab Januar 1950 gab es Das Handwerk mit sieben verschiedenen Ausgaben. Eine davon teilten sich das Fahrzeugbau- und das Elektrohandwerk. Im Mai 1951 erhielt das Elektro-Gewerk eine eigene Ausgabe, aus der im Juli 1953 zunächst Das Elektro-Handwerk und im April 1954 Der Elektro-Praktiker wurden.
Mit dem neuen Namen entstand auch die interaktive Rubrik Der Leser fragt – Der Elektro-Praktiker antwortet, in der sich Fachleute mit den geschilderten Problemen aus der elektrotechnischen Praxis auseinandersetzen. Diese Rubrik ist bis heute – nunmehr unter dem Titel Leseranfragen – ständiger Bestandteil jeder Ausgabe.
Ab Januar 1960 erschien der ep nicht mehr im Verlag Die Wirtschaft, sondern im Berliner VEB Verlag Technik. Der Artikel und der Bindestrich im Namen Der Elektro-Praktiker fielen bei einer Neugestaltung des Schriftzuges auf der Titelseite im Januar 1989 weg. Seither nennt sich die Fachzeitschrift Elektropraktiker. Die Jahrgangszählung des ep beginnt indes im Jahr 1947.

### 1990er Jahre
Im Zuge der deutschen Wiedervereinigung wurde der VEB Verlag Technik am 1. Juli 1990 in eine GmbH umgewandelt, deren Anteilseignerin zu 100 % die Treuhandanstalt war. Von dieser kaufte der Münchner Verleger Wolfgang Huss im September 1991 den ReWi Verlag für Recht und Wirtschaft (ehemals Staatsverlag der DDR), den Verlag Die Wirtschaft, den Verlag für Bauwesen sowie den Verlag Technik und damit auch den dort erscheinenden Elektropraktiker.
Unter dem Titel Lernen und Können – Auf dem Wege zum Elektrofachmann erschien Ende 1992 erstmals eine 16-seitige Beilage für die Berufsausbildung. 1994 kam ergänzend zur Zeitschrift die Buchreihe Elektropraktiker-Bibliothek auf den Markt. Als Spin-off entstand 1996 der Titel Elektrohändler, ein Fachmagazin für den Elektrogroß- und -einzelhandel. Wenig später erweiterte der ep sein Print-Angebot durch einen für damalige Verhältnisse recht umfangreichen Internet-Auftritt, u. a. mit ausgewählten Download-Möglichkeiten für Abonnenten sowie mit Branchen-Nachrichten und Service-Angeboten. Aufbauend auf einem Computerprogramm zur Simulation elektrotechnischer Schutzmaßnahmen erschien im Jahre 1998 die Software Instrom. Sie unterstützt Planer und Errichter bei der normenkonformen Berechnung und Dimensionierung von Niederspannungsanlagen.
1999 übernahmen die Huss-Medien vom Wiesbadener Verlag Vieweg die Zeitschrift JET: Der Elektro-Techniker für industrielle und handwerkliche Berufe – Zeitschrift für die Ausbildung und integrierten sie in das Supplement Lernen und Können. Dieses ist bis heute – weiterhin mit 16 Seiten und anzeigenfrei, aber nun unter dem Titel Magazin für die Aus- und Weiterbildung – fester Bestandteil jeder ep-Ausgabe.

### Entwicklung seit 2000
| Jahr | Thema                                                            |
| ---- | ---------------------------------------------------------------- |
| 2004 | - Blitz- und Überspannungsschutz - Bustechnik                    |
| 2005 | - Brand- und Ex-Schutz - Gebäudeinstallation                     |
| 2006 | - Erneuerbare Energien                                           |
| 2007 | - Messen und Prüfen - Photovoltaik                               |
| 2008 | - Blitz- und Überspannungsschutz - Gebäudeinstallation           |
| 2009 | - Erneuerbare Energien 2 - Messen und Prüfen - Gebäudeautomation |
| 2010 | - Energieeffizienz - Rechtssicherheit für Elektrofachkräfte      |
| 2011 | - Sicherheitstechnik - Gebäudeautomation 2                       |
| 2013 | - Kleinsteuerungen - Blitz- und Überspannungsschutz              |
| 2014 | - Technisches Licht 1 - Technisches Licht 2                      |
| 2016 | - Messen und Prüfen - Blitz- und Überspannungsschutz             |
| 2018 | - Rechtssicherheit für Elektrofachkräfte                         |
| 2019 | - Messen und Prüfen (Grundlagen 1)                               |
| 2021 | - Messen und Prüfen (Grundlagen 2)                               |
| 2022 | - Rechtssicherheit für Elektrofachkräfte                         |

Ab 2001 hatte der Elektropraktiker eine eigene Online-Redaktion, die 2004 jedoch wieder in die Print-Redaktion eingegliedert wurde. 2004 erweiterte die Zeitschrift ihr Online-Angebot um ep-Plus, einer Datenbank mit den Fachartikeln und den Leseranfragen der Print-Ausgabe ab 1999 (Lernen und Können: ab 1996) sowie dem Normeninformationsdienst des BFE Oldenburg.
Ebenfalls 2004 legte die Zeitschrift mit dem Special Blitz- und Überspannungsschutz den Grundstein für eine Reihe themenspezifischer Sonderpublikationen. Es folgten Sonderhefte zu den Schwerpunkten Bustechnik, Brand- und Explosionsschutz, Energieeffizienz, Erneuerbare Energien, Gebäudeautomation, Elektroinstallation, Messen und Prüfen, Photovoltaik, Rechtssicherheit, Sicherheitstechnik, Kleinsteuerungen und Beleuchtungstechnik.
Die Abo-Auflage enthält seit Mai 2006 quartalsweise eine Unterweisung für Arbeitsschutz und Arbeitssicherheit, die in Zusammenarbeit mit der Berufsgenossenschaft BG ETEM erstellt wird. Zunächst als Supplement des Elektropraktiker erschien im Februar 2008 erstmals die Fachzeitschrift ep Photovoltaik; sie richtet sich an Elektrofachkräfte, die PV-Anlagen planen, installieren und warten. Ab Mai 2008 wurde mit ep-TV ein Web-TV-Angebot getestet. Mit Beginn des Jahres 2011 startete der ep  unter dem Titel eplanerforum eine bundesweite Seminarreihe für Elektrofachplaner. Im Rahmen der Leipziger Elektrofachmesse efa verlieh die Redaktion im Oktober 2015 erstmals den Deutschen E-Planer-Preis.
Im April 2012 brachte die Zeitschrift eine neue Version ihres Planungs- und Berechnungstools ep Instrom heraus, die den Datenaustausch mit anderen elektrotechnischen Software-Lösungen unterstützt. Es existieren derzeit Schnittstellen zu DDS-CAD der Fa. Data Design System, zum Elektromanager der Fa. Mebedo und zu Messgeräten der Firmen Gossen Metrawatt, Sonel und Megger. Seit September 2016 besteht die Möglichkeit, die in der Rubrik Lernen und Können vermittelten Ausbildungsinhalte auf der digitalen Plattform my.deduu.de spielerisch durchzuarbeiten und ergänzende Fragen zu beantworten. Weitere Online-Angebote sind Apps zu häufig gestellten Leseranfragen und zum elektrotechnischen Regelwerk.

### Untertitel und Zielgruppen
Die Untertitel der Zeitschrift spiegeln die jeweiligen thematischen Schwerpunkte und Zielgruppen wider. Der von Juli 1953 bis März 1954 herausgegebene Vorgängertitel Das Elektro-Handwerk nannte sich Zeitschrift für Rundfunktechnik, Elektro-Installation und Elektromaschinenbau.
Von April 1954 bis Dezember 1964 trug Der Elektro-Praktiker den Untertitel Zeitschrift für Elektro-Installation, Elektromaschinenbau und Lichttechnik. Dieser änderte sich im Januar 1965 in Fachzeitschrift für den Praktiker der Starkstromtechnik in Industrie und Handwerk.
Ab Januar 1993 hieß es Fachzeitschrift für den Elektrofachmann in Handwerk und Industrie. Anfang 1996 wurde der Begriff Elektrofachmann in Anlehnung an das elektrotechnische Regelwerk der DKE geschlechtsneutral zur Elektrofachkraft; ab Januar 1999 verwendete der ep den Plural Elektrofachkräfte. Seit Januar 2012 lautet der Untertitel Fachzeitschrift für die Elektrofachkräfte in Handwerk, Planung und Industrie.

## Chefredakteure
- 1954–1956 Johannes Brettschneider
- 1956–1958 Peter Schäffer
- 1958–1959 Johannes Brettschneider
- 1959–1960 Klaus K. Streng, Norbert Wass
- 1960–1961 Inge Epp
- 1961–1976 Horst Klewer
- 1976–1979 Klaus Heide
- 1979–1982 Hein Elster
- 1982–1986 Reinhard Wahren
- 1986–1998 Wolfgang Rönspieß
- 1998–1998 Hein Elster
- 1998–2001 Dr. Joachim Krause
- 2001–2001 Dr. Jürgen Wede
- seit 2001 Rüdiger Tuzinski

## Marktsituation
Im Wesentlichen teilen sich die Fachzeitschriften Elektropraktiker (Verlag: Huss-Medien) und de (Verlag: Hüthig GmbH) den deutschsprachigen Markt im Segment der Elektrofachkräfte. Der de ist das Organ des Zentralverbandes der Deutschen Elektro- und Informationstechnischen Handwerke (ZVEH). Im Gegensatz dazu ist der ep verbandsfrei. Weitere Anbieter – allerdings mit erheblich geringeren verkauften und abonnierten Auflagen – sind die Zeitschriften building & automation (VDE-Verlag) und Gebäudedigital (TeDo Verlag). Eingestellt wurden in den letzten Jahren u. a. die Titel Elektrobörse (Weka Group), elektro profi (Bauverlag) sowie Gebäudetechnik und Handwerk (Verlag: Henrich).